# Lovington, New Mexico
Lovington este o localitate, o municipalitate și sediul comitatului Lea din statul New Mexico, Statele Unite ale Americii.